# Kościół św. Piotra Małego w Krakowie
Kościół św. Piotra Małego – nieistniejący już kościół na ówczesnym krakowskim przedmieściu Garbary, w pobliżu obecnej ulicy Łobzowskiej w Krakowie. Wielokrotnie niszczony i odbudowywany, ostatecznie zburzony w 1801 roku.

## Historia
Kościół został zbudowany w 1498 staraniem Piotra Welsa, medyka i profesora Akademii Krakowskiej, jako kaplica na założonym przezeń cmentarzu i zarazem kościół filialny parafii św. Szczepana. Zniszczono go wraz z całą okolicą podczas próby opanowania Krakowa przez arcyksięcia Maksymiliana Habsburga w 1587. Został odbudowany z muru pruskiego, jednak uległ ponownemu zniszczeniu podczas potopu szwedzkiego. Po raz kolejny został zniszczony przez Szwedów w 1702. Po tych zniszczeniach został odbudowany, konsekrowano go ponownie w 1710. 
Była to wówczas świątynia murowana, jednonawowa, na planie prostokąta, z zaokrąglonym prezbiterium; do ściany frontowej przylegała wieża. Wokół kościoła znajdował się cmentarz. Po zamknięciu cmentarzy przykościelnych w centrum miasta w ostatnich latach XVIII w. tutejsza nekropolia stała się jednym z głównych cmentarzy Krakowa (do czasu powstania Cmentarza Rakowickiego kilka lat później).
Kościół został zburzony w 1801. W pobliżu miejsca, gdzie stał, wznosi się dzisiaj kościół oo. zmartwychwstańców przy ul. Łobzowskiej.